# Эстонская крона
Эсто́нская кро́на (эст. kroon) — денежная единица Эстонии с 1928 по 1940 и с 1992 по 2010 год. Состояла из 100 сентов (эст. sent).
Международный код в системе ISO 4217 — EEK.

## История

### Первая эстонская крона (1928—1940)
В 1920-е годы происходила быстрая инфляция эстонской марки и истощение золотого запаса Эстонии. Было принято решение ввести новую валюту — крону, по курсу 1 крона = 100 маркам. Впервые крона была использована во внешней торговле в 1924 году («золотая крона»), а в наличное обращение была выпущена 1 января 1928 года. Благодаря иностранному займу, стоимость эстонской кроны была установлена 100/248 г чистого золота и до 1933 года жёстко привязана к британскому фунту. С 1933 года был введён плавающий обменный курс эстонской кроны.
Дизайн всех банкнот эстонской кроны был разработан Гюнтером Рейндорфом. Печать осуществлялась в Таллине в Государственной типографии.
Так как изготовление новых денежных знаков задерживалось, 1 января 1928 года в обращение были выпущены 100-марковые купюры с надпечаткой «ÜKS KROON» (ОДНА КРОНА) вишнёвого цвета. К 1931 году знаки с надпечаткой были выведены из обращения. В сентябре 1928 года была введена в обращение 10-кроновая банкнота, а в дальнейшем — 5-, 20-, 50- и 100-кроновые банкноты.
Эстонская крона была разделена на 100 сентов. Выпускались монеты в 1, 2, 5, 10, 25 (до 1935 года), 20 (с 1935 года) и 50 сентов и в 1 и 2 кроны. По закону монеты в 1 и 2 кроны должны были содержать серебро (выпуски 1930, 1932 и 1933 годов), но в 1934 году в закон была внесена поправка, отменяющая это требование и выпуск 1-кроновых монет 1934 года был уже изготовлен из латуни.
После включения Эстонии в состав СССР в 1940 году эстонская крона некоторое время оставалась в обращении, с постепенной заменой с 25 ноября 1940 года на советский рубль, по курсу 1 рубль = 0,8 эстонских крон. 25 марта 1941 года крона была объявлена недействительной и окончательно выведена из оборота.

### Вторая эстонская крона (1992—2010)
В 1987 году в газете «Edasi» эстонскими экономистами Сиймом Калласом, Тийтом Маде, Эдгаром Сависааром и Миккой Титма был опубликован проект о «хозрасчётной Эстонии» (эст. Isemajandav Eesti, сокр. IME), в котором впервые была выдвинута идея введения на территории Эстонской ССР собственной валюты. 18 мая 1989 года Верховный Совет Эстонской ССР принял закон «Об основах самообеспечения Эстонской ССР» (эст. Eesti NSV isemajandamise alused), которым официально объявлялся курс перехода на эстонскую денежную единицу. 
7 декабря 1989 года Совет министров Эстонской ССР объявил открытый конкурс на разработку образцов банкнот и монет новой эстонской кроны. По итогам конкурса для банкнот в 1 и 2 кроны были выбраны эскизы Урмаса Плоомипуу, а для остальных банкнот — Владимира Тайгера. Банкноты в 1 и 2 кроны были напечатаны в США, а банкноты с более высоким номиналом — в Великобритании. В дальнейшем обновленные серии банкнот печатались в Германии.
Для монет первоначально был выбран дизайн Мари Кябин с изображением национального цветка — василька. Однако в дальнейшем от него отказались и было принято решение для монет взять дизайн монет первой кроны — с тремя гербовыми леопардами на аверсе (на 1 и 5 кронах — три леопарда в щите). Модель аверса для монет разработали скульптор Арсени Мёльдер и художник Антс Рауд. Монеты сначала чеканились в Таллине, а в дальнейшем — на монетных дворах Финляндии, ЮАР, Великобритании, Франции, Нидерландов и Германии.
Вторая эстонская крона была введена в обращение 20 июня 1992 года. Обмен советских рублей на кроны проводился по курсу 1 крона = 10 рублей. С 1 сентября 1992 года по 31 декабря 2010 года эстонская крона являлась единственным законным платёжным средством на территории Эстонской Республики.
В обращении находились банкноты в 1, 2, 5, 10, 25, 50, 100 и 500 крон и монеты в 5, 10, 20, 50 сентов и 1 и 5 крон.
Для поддержания курса национальной валюты в Эстонии использовался режим валютного совета, при котором эстонская крона была привязана к немецкой марке в соотношении 8 крон = 1 марка. После перехода Германии на евро официальный курс кроны был привязан к общеевропейской валюте (15,6466 крон = 1 евро).
С 1 января 2011 года официальным платёжным средством в Эстонии стал евро.

### Введение евро
Переход на евро, в соответствии с обновлённым в июне 2009 года планом правительства Эстонии, состоялся 1 января 2011 года. Первоначально введение евро планировалось на 2007 год, но этого не произошло в связи с тем, что темпы инфляции в Эстонии не соответствовали в то время Маастрихтским критериям. 12 мая 2010 года Еврокомиссия выступила с официальным предложением о присоединении Эстонии к еврозоне, поскольку страна выполнила все необходимые условия для перехода на евро. Окончательное решение о принятии Эстонии в еврозону было утверждено 8 июня 2010 года на встрече министров финансов 16-ти стран еврозоны. Кроме того, был утвержден фиксированный курс обмена валюты на уровне 15,6466 эстонской кроны за евро.
1 декабря 2010 года начат официальный обмен эстонских крон на евро. Первыми начали принимать к платежу единую европейскую валюту некоторые объекты туризма и гостиничного бизнеса, владельцы которых сочли это удобным для ведения бизнеса. С 1 по 14 января 2011 года законными платёжными средствами являлись как евро, так и кроны (при этом сдача в торговых точках выдавалась только в евро), после чего Эстония полностью перешла на евро. Тем не менее, по состоянию на январь 2020 года, спустя 9 лет после введения новой валюты, на руках жителей Эстонии оставались кроны на сумму 44 миллиона евро.

## Банкноты

### Первая крона
|  |  | 1 крона  |        | коричневый        | использовалась банкнота 100 марок 1923 года с надпечатанным с обеих сторон номиналом: «ÜKS KROON»                   | использовалась банкнота 100 марок 1923 года с надпечатанным с обеих сторон номиналом: «ÜKS KROON» | нет данных | 1928 |
|  |  | 10 крон  | 128×80 | светло-синий      | в левой половине: жница в народной одежде с серпом и снопом колосьев; в правой половине: номинал цифрами и прописью | номинал цифрами и прописью и большой герб Эстонии                                                 | нет данных | 1928 |
|  |  | 5 крон   | 128×71 | светло-красный    | в левой половине: рыбак с веслом; в правой половине: номинал цифрами и прописью                                     | номинал цифрами и прописью и большой герб Эстонии                                                 | нет данных | 1928 |
|  |  | 50 крон  |        | светло-коричневый | в левой половине: высокий берег моря возле деревни Раннамыйза; в правой половине: номинал цифрами и прописью        | номинал цифрами и прописью и большой герб Эстонии                                                 | нет данных | 1929 |
|  |  | 20 крон  | 140×87 | светло-зелёный    | в левой половине: пастух, трубящий в горн, на фоне коров и овец; в правой половине: номинал цифрами и прописью      | номинал цифрами и прописью и большой герб Эстонии                                                 | нет данных | 1932 |
|  |  | 100 крон |        | серо-синий        | в левой половине: кузнец у наковальни на фоне заводских построек; в правой половине: номинал цифрами и прописью     | номинал цифрами и прописью и большой герб Эстонии                                                 | нет данных | 1935 |
|  |  | 10 крон  | 128×80 | светло-синий      | в левой половине: жница в народной одежде с серпом и снопом колосьев; в правой половине: номинал цифрами и прописью | номинал цифрами и прописью и большой герб Эстонии                                                 | нет данных | 1937 |

### Вторая крона
Все банкноты имеют размер 140×70 мм.
| Изображение                                     | Изображение       | Номинал  | Описание | Года выпуска             |
| Лицевая сторона                                 | Оборотная сторона | Номинал  | Описание | Года выпуска             |
| ----------------------------------------------- | ----------------- | -------- | --- | ------------------------ |
|                                                 |                   | 1 крона  | Лицевая сторона: портрет художника Кристьяна Рауда (эст. Kristjan Raud, 1865—1943) Оборотная сторона: замок Тоомпеа Водяной знак: крепость | 1992                     |
|                                                 |                   | 2 кроны  | Лицевая сторона: портрет учёного-эмбриолога Карла Бэра (нем. Karl Ernst von Baer, 1792—1876) Оборотная сторона: Тартуский университет Водяной знак: крепость (1992) / портрет Карла Бэра и номинал (2006-2007)                                                                      | 1992 2006 2007           |
|                                                 |                   | 5 крон   | Лицевая сторона: портрет шахматиста, гроссмейстера Пауля Кереса (эст. Paul Keres, 1916—1975) Оборотная сторона: Замок Германа, река Нарва и Ивангородская крепость Водяной знак: герб Эстонии                                                                                       | 1991 1992 1994           |
|                                                 |                   | 10 крон  | Лицевая сторона: портрет фольклориста Якоба Хурта (эст. Jakob Hurt, 1839—1907) Оборотная сторона: дуб Тамме-Лаури в Урвасте Водяной знак: герб Эстонии (1991-1994) / портрет Якоба Хурта (2006-2007)                                                                                | 1991 1992 1994 2006 2007 |
|                                                 |                   | 25 крон  | Лицевая сторона: портрет писателя Антона Хансена Таммсааре (эст. Anton Hansen Tammsaare, 1878—1940) Оборотная сторона: вид на хутор Пыхья-Таммсааре (эст. Põhja-Tammsaare), родину писателя Водяной знак: герб Эстонии (1991-1992) / портрет Антона Хансена Таммсааре (2002 и 2007) | 1991 1992 2002 2007      |
|                                                 |                   | 50 крон  | Лицевая сторона: портрет композитора Рудольфа Тобиаса (эст. Rudolf Tobias, 1873—1918) Оборотная сторона: Национальная опера «Эстония», Таллин Водяной знак: герб Эстонии | 1994                     |
|                                                 |                   | 100 крон | Лицевая сторона: портрет поэтессы Лидии Койдулы (эст. Lydia Koidula, 1843—1886) Оборотная сторона: Балтийско-Ладожский уступ и фрагмент стихотворения поэтессы Водяной знак: герб Эстонии (1991-1994) / портрет Лидии Койдулы (1999-2007)                                           | 1991 1992 1994 1999 2007 |
|                                                 |                   | 500 крон | Лицевая сторона: портрет политика и писателя Карла Роберта Якобсона (эст. Carl Robert Jakobson, 1841—1882) Оборотная сторона: деревенская ласточка — символ Эстонии Водяной знак: герб Эстонии (1991-1996) / портрет Карла Роберта Якобсона (2000-2007)                             | 1991 1994 1996 2000 2007 |
| Масштаб изображений — 1,0 пикселя на миллиметр. |                   |          | |                          |

## Монеты

### Первая крона
| Изображение | Номинал   | Год  | Материал               | Диаметр, мм | Масса, г | Гурт     | Тираж      | Выпущена в оборот | Выведена из оборота |
| ----------- | --------- | ---- | ---------------------- | ----------- | -------- | -------- | ---------- | ----------------- | ------------------- |
|             | 1 сент    | 1929 | Cu/Sn/Zn 95,5/3/1,5    | 16,00       | 1,90     | гладкий  | 23 548 300 | 11 октября 1929   | 25 марта 1941       |
|             | 1 сент    | 1939 | Cu/Zn 95/5             | 16,00       | 1,90     | гладкий  | 5 000 000  | 25 июля 1940      | 25 марта 1941       |
|             | 2 сента   | 1934 | Cu/Sn/Zn 95,5/3/1,5    | 19,50       | 3,40     | гладкий  | 9 086 050* | 3 января 1934     | 25 марта 1941       |
|             | 5 сентов  | 1931 | Cu/Sn/Zn 95,5/3/1,5    | 23,25       | 5,00     | гладкий  | 5 500 000* | 1 апреля 1931     | 25 марта 1941       |
|             | 10 сентов | 1931 | Cu/Zn/Ni 70/20/10      | 17,75       | 2,50     | гладкий  | 5 721 000* | 1 апреля 1932     | 25 марта 1941       |
|             | 20 сентов | 1935 | Cu/Zn/Ni 70/20/10      | 21,25       | 4,00     | гладкий  | 5 000 000* | 15 октября 1935   | 25 марта 1941       |
|             | 25 сентов | 1928 | Cu/Zn/Ni 70/20/10      | 27,50       | 8,50     | рубчатый | 2 025 000  | 1 сентября 1928   | 15 октября 1936     |
|             | 50 сентов | 1936 | Cu/Zn/Ni 70/20/10      | 27,50       | 7,50     | гладкий  | 2 500 000* | 10 декабря 1936   | 25 марта 1941       |
|             | 1 крона   | 1933 | Ag/Cu/Zn/Ni 50/35/10/5 | 25,25       | 6,00     | рубчатый | 350 000    | 20 июня 1933      | 1 февраля 1937      |
|             | 1 крона   | 1934 | Cu/Al/Ni 92/6/2        | 25,25       | 6,00     | гладкий  | 3 406 066* | 1 августа 1934    | 25 марта 1941       |
|             | 2 кроны   | 1930 | Ag/Cu/Zn/Ni 50/35/10/5 | 30,00       | 12,00    | рубчатый | 1 276 455  | 20 февраля 1930   | 25 марта 1941       |
|             | 2 кроны   | 1932 | Ag/Cu/Zn/Ni 50/35/10/5 | 30,00       | 12,00    | гладкий  | 100 000    | 30 июня 1932      | 15 декабря 1934     |

### Вторая крона
| Изображение                                                                              | Номинал   | Материал             | Диаметр (мм) | Толщина (мм) | Масса (г) | Гурт                 | Годы выпуска                                 | Выведена из оборота |
| ---------------------------------------------------------------------------------------- | --------- | -------------------- | ------------ | ------------ | --------- | -------------------- | -------------------------------------------- | ------------------- |
|                                                                                          | 5 сентов  | Cu/Al/Ni 93/5/2      | 15,95        | 0,9          | 1,29      | гладкий              | 1991 1992 1995                               | 14 января 2011      |
|                                                                                          | 10 сентов | Cu/Al/Ni 93/5/2      | 17,20        | 1,2          | 1,87      | гладкий              | 1991 1992 1994 1996 1997 1998 2002 2006 2008 | 14 января 2011      |
|                                                                                          | 20 сентов | Cu/Al/Ni 93/5/2      | 18,95        | 1,2          | 2,27      | гладкий              | 1992 1996                                    | 14 января 2011      |
|                                                                                          | 20 сентов | сталь, плак. никелем | 18,95        | 1,1          | 2,00      | гладкий              | 1997 1999 2003 2004 2006 2008                | 14 января 2011      |
|                                                                                          | 50 сентов | Cu/Al/Ni 93/5/2      | 19,50        | 1,4          | 2,99      | гладкий              | 1992 2004 2006 2007                          | 14 января 2011      |
|                                                                                          | 1 крона   | Cu/Ni 75/25          | 23,35        | 1,7          | 5,44      | гладкий              | 1992 1993 1995                               | 1 июня 1998         |
|                                                                                          | 1 крона   | Cu/Al/Zn/Sn 89/5/5/1 | 23,25        | 1,7          | 5,00      | прерывисто- рубчатый | 1998 2000 2001 2003 2006                     | 14 января 2011      |
|                                                                                          | 1 крона   |                      | 23,25        | 1,7          | 5,00      | прерывисто- рубчатый | 2008                                         | 14 января 2011      |
|                                                                                          | 5 крон    |                      | 26,2         | 2            | 7,1       | гладкий              | 1993                                         | 14 января 2011      |
|                                                                                          | 5 крон    |                      | 26,2         | 2            | 7,1       | гладкий              | 1994                                         | 14 января 2011      |
| Примечание: жирным выделены годы, когда данные монеты выходили только в составе наборов. |           |                      |              |              |           |                      |                                              |                     |

Однокроновая монета, отчеканенная на таллинском заводе Juveel в 1991 году, сыграла на руку живущим в ФРГ эмигрантам из Эстонии: достаточно быстро выяснилось, что по весу и содержанию металлического сплава она полностью соответствует одной немецкой марке, хотя номинально стоит в восемь раз меньше. Лишь после того, как все автоматы для продажи сигарет и пива оказались «закормленными» эстонскими монетами, сплав однокроновой монеты был изменён с белого на жёлтый. Случилось это в 1998 году.

### Памятные монеты
Памятные и юбилейные монеты, номинированные в кронах, выпускались Банком Эстонии в 1932—1933 и 1992—2010 годах из драгоценных (золото — номиналами 15, 65, 50, 100 и 500 крон, платина — номиналом 100 крон и серебро — номиналами 1, 2, 10, 25, 50 и 100 крон) и недрагоценных металлов (северное золото — номиналом 1 и 5 крон). Во время существования первой республики были выпущены монеты, посвящённые X Празднику песни и 300-летию Тартуского университета. Первыми после восстановления независимости, в 1992 году, были выпущены монеты, посвящённые XXV летним Олимпийским играм в Барселоне и денежной реформе.
Всего за время существования эстонской кроны было выпущено 32 разновидности памятных монет, в том числе 4 из северного золота, 2 из серебра 500 пробы, 6 из серебра 925 пробы, 11 из серебра 999 пробы, 1 из платины 999 пробы, 2 из золота 900 пробы и 6 из золота 999 пробы.